# University of Western Ontario
La University of Western Ontario, conosciuta comunemente come Western, è un'università pubblica situata nella città di London, in Ontario, Canada. Il suo campus principale, che si estende su 455 ettari di superficie, ospita 12 facoltà, tre collegi universitari affiliati, tre istituti di ricerca e due ospedali universitari.